# Reform der Volksrechte
Die Reform der Volksrechte war eine Änderung der demokratischen Mitbestimmungsrechte in der Schweiz; die Abstimmung fand im Jahr 2003 statt. Sie erfolgte, weil die eidgenössischen Räte die Bundesverfassung ändern wollten und jede Änderung Volk und Ständen zur Abstimmung unterbreitet werden muss (obligatorisches Referendum, Art. 140 BV). Die Vorlage hatte zum Ziel, punktuell die Volksrechte anzupassen, wo sich praktische Schwierigkeiten erweisen. Die wesentlichen Neuerungen betrafen die Einführung der allgemeinen Volksinitiative sowie die Änderung des fakultativen Staatsvertragsreferendums. Die Vorlage wurde am 9. Februar 2003 vom Volk mit 70,4 % und allen Ständen angenommen.

## Abstimmungstext
1 100 000 Stimmberechtigte können innert 18 Monaten seit der amtlichen Veröffentlichung ihrer Initiative eine Totalrevision der Bundesverfassung vorschlagen.
Art. 139 Formulierte Volksinitiative auf Teilrevision der Bundesverfassung
1 100 000 Stimmberechtigte können innert 18 Monaten seit der amtlichen Veröffentlichung ihrer Initiative in der Form eines ausgearbeiteten Entwurfs eine Teilrevision der Bundesverfassung verlangen.
2 Verletzt die Initiative die Einheit der Form, die Einheit der Materie oder zwingende Bestimmungen des Völkerrechts, so erklärt die Bundesversammlung sie für ganz
oder teilweise ungültig.
3 Die Initiative wird Volk und Ständen zur Abstimmung unterbreitet. Die Bundesversammlung empfiehlt die Initiative zur Annahme oder zur Ablehnung. Sie kann der Initiative einen Gegenentwurf gegenüberstellen.
Art. 139a Allgemeine Volksinitiative
1 100 000 Stimmberechtigte können innert 18 Monaten seit der amtlichen Veröffentlichung ihrer Initiative in der Form einer allgemeinen Anregung die Annahme, Änderung oder Aufhebung von Verfassungs- oder Gesetzesbestimmungen verlangen.
2 Verletzt die Initiative die Einheit der Form, die Einheit der Materie oder zwingende Bestimmungen des Völkerrechts, so erklärt die Bundesversammlung sie für ganz
oder teilweise ungültig.
3 Ist die Bundesversammlung mit der Initiative einverstanden, so setzt sie diese durch eine entsprechende Änderung der Bundesverfassung oder der Bundesgesetzgebung um.
4 Die Bundesversammlung kann der Änderung im Sinne der Initiative einen Gegenentwurf gegenüberstellen. Die Änderung der Bundesverfassung und der Gegenentwurf werden Volk und Ständen zur Abstimmung unterbreitet, die Änderungder Bundesgesetzgebung und der Gegenentwurf werden dem Volk zur Abstimmungunterbreitet.
5 Lehnt die Bundesversammlung die Initiative ab, so legt sie diese dem Volk zur Abstimmung vor. Wird die Initiative angenommen, so setzt die Bundesversammlung sie durch eine entsprechende Änderung der Bundesverfassung oder der Bundesgesetzgebung um.
Art. 139b Verfahren bei Initiative und Gegenentwurf
1 Die Stimmberechtigten stimmen gleichzeitig ab über
a. die Volksinitiative oder die ihr entsprechende Änderung und
b. den Gegenentwurf der Bundesversammlung.
2 Sie können beiden Vorlagen zustimmen. In der Stichfrage können sie angeben, welcher Vorlage sie den Vorrang geben, falls beide angenommen werden.
3 Erzielt bei angenommenen Verfassungsänderungen in der Stichfrage die eine
Vorlage mehr Volks- und die andere mehr Standesstimmen, so tritt die Vorlage in Kraft, bei welcher der prozentuale Anteil der Volksstimmen und der prozentuale Anteil der Standesstimmen in der Stichfrage die grössere Summe ergeben. 
Art. 140 Abs. 2 Bst. abis und b
2 Dem Volk werden zur Abstimmung unterbreitet:
abis. die Gesetzesvorlage samt Gegenentwurf der Bundesversammlung zu einer allgemeinen Volksinitiative;
b. die von der Bundesversammlung abgelehnten allgemeinen Volksinitiativen;
Art. 141 Abs. 1, Einleitungssatz und Bst. d Ziff. 3 sowie Abs. 2
1 Verlangen es 50 000 Stimmberechtigte oder acht Kantone innerhalb von 100 Tagen seit der amtlichen Veröffentlichung des Erlasses, so werden dem Volk zur Abstimmung vorgelegt:
d. völkerrechtliche Verträge, die 
3. wichtige rechtsetzende Bestimmungen enthalten oder deren Umsetzung den Erlass von Bundesgesetzen erfordert.
2 Aufgehoben
Art. 141a Umsetzung von völkerrechtlichen Verträgen
1 Untersteht der Genehmigungsbeschluss eines völkerrechtlichen Vertrags dem obligatorischen Referendum, so kann die Bundesversammlung die Verfassungsänderungen, die der Umsetzung des Vertrages dienen, in den Genehmigungsbeschluss
aufnehmen.
2 Untersteht der Genehmigungsbeschluss eines völkerrechtlichen Vertrags dem fakultativen Referendum, so kann die Bundesversammlung die Gesetzesänderungen, die der Umsetzung des Vertrages dienen, in den Genehmigungsbeschluss aufnehmen.
Art. 156 Abs. 3
3 Das Gesetz sieht Bestimmungen vor, um sicherzustellen, dass bei Uneinigkeit der Räte Beschlüsse zu Stande kommen über:
a. die Gültigkeit oder Teilungültigkeit einer Volksinitiative;
b. die Umsetzung einer vom Volk angenommenen allgemeinen Volksinitiative;
c. die Umsetzung eines vom Volk gutgeheissenen Bundesbeschlusses zur Einleitung einer Totalrevision der Bundesverfassung;
d. den Voranschlag oder einen Nachtrag.
Art. 189 Abs. 1bis

## Inhalt der Vorlage

### Allgemeine Volksinitiative
Neu eingeführt wurde mit der Vorlage die allgemeine Volksinitiative, mit der 100'000 Stimmberechtigte eine Gesetzes- oder Verfassungsänderung in Form einer allgemeinen Anregung erwirken können (Art. 139a BV). Das heisst, die Initianten legten keinen Entwurf mit einem konkreten Text vor, sondern wiesen die Bundesversammlung an, etwas im geforderten Bereich zu unternehmen. Der Grund für die Schaffung dieses Instrumentes, das auch schon der Bundesrat vorgeschlagen hatte, war, dass viele Bestimmungen, die per Volksinitiative gefordert werden, nicht in die Verfassung gehörten, sondern auf Gesetzesebene besser aufgehoben wären. Die allgemeine Volksinitiative wurde jedoch mit der eidgenössischen Volksabstimmung vom 27. Februar 2009 aufgehoben, ohne dass sie jemals in Kraft getreten war. Die neuen Verfassungsbestimmungen konnten noch nicht in Kraft gesetzt werden, weil die Verfahren zur Behandlung einer allgemeinen Volksinitiative zuerst im Gesetz präzisiert werden mussten. Diese Ausführungsgesetzgebung war aber derartig komplex und nicht praxistauglich, dass sich die Staatspolitische Kommission des Nationalrates entschied, Art. 139a BV, die Absätze abis und b von Art. 140 sowie Abs. 1bis von Art. 189 wieder aufzuheben. Dafür lancierte sie eine parlamentarische Initiative, der die Bundesversammlung stattgab.

### Staatsvertragsreferendum
Die zweite grosse Änderung betraf das fakultative Staatsvertragsreferendum. Hierbei wurde zu Art. 141 Abs. 1 Bst. d eine weitere Ziffer angefügt, wonach ebenso jene völkerrechtlichen Verträge dem fakultativen Referendum unterstehen, «die wichtige rechtsetzende Bestimmungen enthalten oder deren Umsetzung den Erlass von Bundesgesetzen erfordert.» Die zuvor geltende Ziffer 3, nach der diejenigen Verträge dem Referendum zu unterstellen sind, «die eine multilaterale Rechtsvereinheitlichung vorsehen», wurde restlos durch die neue ersetzt. Die Staatspolitischen Kommissionen begründeten die Änderung so: «Im Rahmen von Staatsverträgen werden zunehmend Grundsatzentscheide für die nationale Gesetzgebung getroffen. Das Volk sollte sich darüber aussprechen können, ob eine internationale Verpflichtung überhaupt eingegangen werden soll. Damit soll verhindert werden, dass erst mittels Referendum zur Ausführungsgesetzgebung nachträglich der Staatsvertrag torpediert wird. Es muss ein System gefunden werden, das sowohl die Mitspracherechte des Volkes wie auch die Glaubwürdigkeit der Schweiz als völkerrechtlicher Partner sicherstellt.»
Oft ist für die Umsetzung eines völkerrechtlichen Vertrages eine Änderung des innerstaatlichen Rechts erforderlich. Die Bundesversammlung hat deswegen den Art. 141a BV geschaffen, der es erlaubt, die entsprechenden Anpassungen in den Genehmigungsbeschluss des Vertrages aufzunehmen. Das gilt sowohl für Gesetzes- als auch für Verfassungsänderungen. Es muss aber beachtet werden, dass Verfassungsänderungen nur in den Bundesbeschluss integriert werden können, wenn der Vertrag dem obligatorischen Referendum untersteht. Denn könnte eine Verfassungsänderung auch in den Genehmigungsbeschluss eines Vertrages integriert werden, der dem fakultativen Referendum untersteht, würde das Art. 140 BV widersprechen, wonach jede Verfassungsänderung des doppelten Mehrs bedarf. Das gilt auch für Gesetzesänderungen: Sie dürfen in Verträge integriert werden, die dem fakultativen Referendum unterstehen. Eine Überkreuzung von Normen, die dem fakultativen Referendum, und solchen, die dem obligatorischen Referendum unterstehen, ist nicht zulässig. Der Grund, weshalb diese Norm 2003 geschaffen wurde, ist primär, um sich widersprechende Volksentscheiden zu verhindern, wenn beispielsweise der Vertrag angenommen, die Umsetzungsgesetzgebung aber abgelehnt wird.

## Verfahren

### Vorgeschichte
Der Bundesrat schlug in seiner Botschaft vom 20. November 1996 zur Totalrevision der Bundesverfassung vor, die Volksrechte umfassend zu ändern. Er wollte damit vor allem der zunehmenden Internationalisierung des Rechts entgegenwirken. Das vorgeschlagene Reformpaket wurde in den Verfassungskommissionen von National- und Ständerat eingehend diskutiert; jedoch scheiterte der Vorstoss in der Eintrittsdebatte im Plenum der Eidgenössischen Räte. Dass eine Reform der Volksrechte nötig sei, war jedoch unbestritten. Die Verfassungskommission des Ständerats war der Ansicht, dass gewisse Elemente des bundesrätlichen Vorschlag übernommen werden sollte – vor allem die nicht-umstrittenen. Dem stimmte der Ständerat zu und nahm die parlamentarische Initiative der Verfassungskommission an. Die parlamentarische Initiative forderte jedoch weder eine Erweiterung noch eine Einschränkung der Volksrechte. Viel mehr sollten bestehende Mängel behoben werden.
An ihrer Tagung vom 17. Januar 2000 beschloss die Staatspolitische Kommission des Ständerates (SPK-S), die Umsetzung der parlamentarischen Initiative selbst vorzunehmen, und setzte eine Subkommission ein, die eine Vorlage ausarbeiten sollte. Die Staatspolitische Kommission des Nationalrates (SPK-N) setzte einen Monat später ebenfalls eine Subkommission ein, die mit derjenigen des Ständerates zusammenarbeiten sollte. Die Subkommissionen hielten an ihren gemeinsamen Sitzungen wie auch schon die SPK sowie der Bundesrat fest, dass ein Ausbau des direktdemokratischen Instrumentariums nicht das Ziel der angestrebten Reform sei. Sie erachteten es anders als der Bundesrat nicht für notwendig, umfangreiche Veränderungen an den Volksrechten vorzunehmen; es gelte, dort punktuell Anpassungen vorzunehmen, wo sie sich in der Praxis Schwierigkeiten zeigen. Das sei vor allem beim fehlenden Initiativrecht unterhalb der Verfassungsgebung der Fall.

### Stellungnahme des Bundesrates
In einigen Fragen stimmte der Bundesrat mit der SPK-S überein. Er befürwortete ebenfalls die Einführung der allgemeinen Volksinitiative, die Einführung eines Art. 139b BV, die verfassungsrechtliche Regelung der Ausnahmen vom Erfordernis übereinstimmender Beschlüsse und die Beschwerde ans Bundesgericht wegen Missachtung von Inhalt und Zweck einer allgemeinen Volksinitiative durch die Bundesversammlung. Er wollte aber zusätzlich eine Kantonsinitiative (analog zum Kantonsreferendum) und den Art. 141a einführen sowie die Unterschriftenzahl für eine allgemeine Volksinitiative von 100'000 auf 70'000 herabsetzen, um diese gegenüber der Volksinitiative in der Form des ausgearbeiteten Entwurfs attraktiver zu gestalten.

### Beratung in den Eidgenössischen Räten
Im Ständerat blieb die wichtigste Neuerung der Reform, die Einführung der allgemeinen Volksinitiative, unbestritten. Abgelehnt wurde die Verkürzung der Sammelfrist von 18 auf 12 Monate, und zwar mit 20 zu 17 Stimmen. In der Frage der Unterschriftenzahl entschied sich der Rat für 100'000. Was die Einführung der Kantonsinitiative betraf, stimmte er mit 26 zu 12 Stimmen dem ursprünglichen Vorschlag des Bundesrates zu, wonach acht Kantone eine Verfassungsinitiative oder eine allgemeine Initiative auslösen können. Bei den Bestimmungen über das Staatsvertragsreferendum wurde ein Antrag von Thomas Pfisterer (FDP) angenommen. Ein Referendum ist neu unter anderem möglich bei völkerrechtlichen Verträgen, die «wichtige rechtsetzende Bestimmungen enthalten oder deren Umsetzung den Erlass von Bundesgesetzen erfordert». Bei Artikel 141a stimmte der Rat dem Vorschlag des Bundesrates zu, der dem Parlament die Möglichkeit gibt, den völkerrechtlichen Vertrag und die Gesetzesänderung, die zu dessen Umsetzung dient, als Gesamtpaket vorzulegen.
Der Nationalrat hiess die allgemeine Volksinitiative mit 99 zu 46 Stimmen gut. Das Quorum für die Unterschriftensammlung bei Volksinitiativen setzte der Nationalrat ebenfalls auf 100'000 Unterschriften fest und folgte damit dem Ständerat. Die von der kleinen Kammer eingeführte Kantonsinitiative wurde mit 86 zu 60 Stimmen abgelehnt. Die anschliessende Debatte im Ständerat drehte nochmals um die Einführung der Kantonsinitiative. Die Kommission beantragte, auf das Projekt zu verzichten, das drei Monate vorher vom Nationalrat abgelehnt worden war. Dennoch bestand der Ständerat darauf. Als sie der Nationalrat erneut ablehnte, gab der Ständerat nach und verzichtete auf die Einführung.

## Volksabstimmung

### Haltungen der Parteien
Ja-Parole: CVP, FDP, EDU, FPS, SD
Nein-Parole: SVP, SP, EVP, Grüne, Lega, LPS, CSP
Stimmfreigabe: PdA

### Ergebnisse
| Kanton           | Stimmberechtigte | Stimmbeteiligung (in Prozent) | Ja-Stimmen | Ja-Stimmen | Ja-Anteil (in Prozent) |
| ---------------- | ---------------- | ----------------------------- | ---------- | ---------- | ---------------------- |
| Schweiz          | 4,755,703        | 28.7                          | 934,005    | 393,638    | 70.4                   |
| Zürich           | 807,476          | 33.0                          | 172,385    | 85,491     | 66.8                   |
| Bern             | 681,855          | 24.0                          | 120,059    | 40,953     | 74.6                   |
| Luzern           | 236,186          | 28.9                          | 49,449     | 17,753     | 73.6                   |
| Uri              | 25,495           | 31.2                          | 4,312      | 3,211      | 57.3                   |
| Schwyz           | 89,187           | 36.4                          | 19,659     | 11,563     | 63.0                   |
| Obwalden         | 22,863           | 25.6                          | 3,795      | 1,885      | 66.8                   |
| Nidwalden        | 27,956           | 28.4                          | 5,425      | 2,223      | 70.9                   |
| Glarus           | 24,847           | 19.0                          | 2,646      | 2,010      | 56.8                   |
| Zug              | 66,568           | 30.5                          | 14,592     | 5,457      | 72.8                   |
| Freiburg         | 162,997          | 21.4                          | 26,380     | 7,732      | 77.3                   |
| Solothurn        | 165,701          | 27.2                          | 32,983     | 11,621     | 73.9                   |
| Basel-Stadt      | 117,007          | 43.3                          | 37,369     | 12,069     | 75.6                   |
| Basel-Landschaft | 177,936          | 28.6                          | 35,992     | 13,900     | 72.1                   |
| Schaffhausen     | 47,980           | 52.2                          | 12,175     | 9,474      | 56.2                   |
| Appenzell A.Rh.  | 35,862           | 42.7                          | 9,836      | 5,250      | 65.2                   |
| Appenzell I.Rh.  | 10,173           | 22.6                          | 1,481      | 792        | 65.2                   |
| St. Gallen       | 289,986          | 28.5                          | 56,681     | 24,980     | 69.4                   |
| Graubünden       | 129,155          | 19.5                          | 17,128     | 7,187      | 70.4                   |
| Aargau           | 361,381          | 24.8                          | 61,387     | 26,935     | 69.5                   |
| Thurgau          | 145,238          | 39.2                          | 39,169     | 14,576     | 72.9                   |
| Tessin           | 198,284          | 19.6                          | 24,275     | 12,776     | 65.5                   |
| Waadt            | 372,764          | 30.6                          | 83,180     | 27,412     | 75.2                   |
| Wallis           | 188,111          | 14.8                          | 16,673     | 9,960      | 62.6                   |
| Neuenburg        | 104,635          | 38.6                          | 30,347     | 8,981      | 77.2                   |
| Genf             | 217,821          | 36.1                          | 49,288     | 27,027     | 64.6                   |
| Jura             | 48,239           | 21.1                          | 7,339      | 2,420      | 75.2                   |